# Polycirrus twisti
Polycirrus twisti är en ringmaskart som beskrevs av Thomas Henry Potts 1928. Polycirrus twisti ingår i släktet Polycirrus och familjen Terebellidae. Inga underarter finns listade i Catalogue of Life.